# 映画芸術協会
映画藝術協會（えいがげいじゅつきょうかい、1920年 設立 - 1924年 活動停止）は、かつて存在した日本の映画製作会社である。「純粋劇映画運動」の創始者帰山教正が設立。
東宝争議（1946年 - 1948年）の末に山本嘉次郎、成瀬巳喜男、黒澤明、谷口千吉監督らによって設立された「映画芸術協会」とは異なる。

## 略歴・概要
かつて映画会社吉沢商店が出資した映画雑誌『活動写真界』（1909年 - 1913年）の寄稿者で、1917年に『活動写真劇の創作と撮影法』（正光社）という映画理論書を出版した帰山教正（1893年 - 1964年）が同年、天然色活動写真（天活）輸入部へ入社、海外に輸出できる映画を目指し、1919年、同社で『日本芸妓の踊り』（撮影大森勝）を撮った後に26歳で独立。大正9年（1920年）、「天活」と提携するかたちで設立したのが「映画芸術協会」である。
帰山は1919年（大正8年）に、実験作『深山の乙女』および『生の輝き』を制作。天活の配給により、1919年9月13日に同日公開された。『深山の乙女』に出演した花柳はるみは日本の映画女優第一号であり、同作は日本映画史上初めて「女優」を起用した伝説の作品となった。
帰山の実験映画は弁士が必要ないように字幕を入れたのも特徴であり、字幕担当者名が作品にクレジットされていた。『深山の乙女』では、戦後まで活躍する撮影技師となった当時天活社員の青島順一郎が、撮影も担当した帰山の助手をつとめている。また、のちに映画監督になる村田実が出演しているが、これが村田初めての映画体験であった。
翌1920年（大正9年）に製作した第三作『白菊物語』で、帰山は「映画藝術協會」を名乗り、日本初の芸術映画プロダクションとして始動する。
以降1924年までに、帰山監督作13本、近藤伊与吉・津田秀水共同監督作1本、青山杉作監督作1本、押山保明監督作2本の合計17本が製作されたが、概して興行的には振るわなかった。また間の1921年、その新しい手法を取り入れるべく松竹蒲田撮影所が帰山を監督として招いたが、『愛の骸』は東京で上映中止、『不滅の呪』は未完に終わった。
1924年12月26日に公開された『自然は裁く』を最後に、同社は製作活動を停止した。

## フィルモグラフィ
「映画藝術協會」の実質的な制作第一号は『白菊物語』である。特筆クレジット以外、すべて監督は帰山教正である。
天活配給
- 深山の乙女　1919年　原作水沢武彦、脚本・撮影帰山教正、撮影助手青島順一郎、字幕野川達、出演村田実、花柳はるみ、近藤伊与吉、青山杉作
- 生の輝き　1919年　原作水沢武彦、脚本・出演帰山教正、撮影大森勝、字幕野川達、助手鈴木照次郎、出演村田実、花柳はるみ、青山杉作、近藤伊与吉、夏川静江
- 熱球　1920年　監督・脚本・出演近藤伊与吉、共同監督・原作・出演津田秀水、撮影酒井健三、字幕押山保明、出演瀬川つる子、黒田達人、大辻司郎

国活配給
- 幻影の女　1920年　原作・脚本水沢武彦、撮影酒井健三、字幕吉田謙吉、出演青山杉作、近藤伊与吉、吾妻光
- 白菊物語　1920年　原作・脚本帰山教正、撮影・出演大森勝、字幕吉田謙吉、出演花柳はるみ、青山杉作、近藤伊与吉、村田実、吾妻光、白鳥絢子、饒平名紀芳、根津新
- 湖畔の小鳥　1920年　原作・脚本・出演帰山教正、撮影酒井健三、出演吾妻光、安藤和真、近藤伊与吉
- さらば青春　1920年　共同監督・脚本近藤伊与吉、原作水沢武彦、撮影帰山教正、出演青山杉作、村田実、吾妻光、根津新（「根津新石」名義）、山竜嗣
- 山頂の碑　1920年　監督・脚本押山保明、撮影酒井健三、出演津田秀水、大辻司郎、細川天流、伊勢照子
- いくら強情でも　1920年　監督・脚本・出演青山杉作、撮影酒井健三、撮影助手友成達雄、出演吾妻光、近藤伊与吉、押山保明、関口存男

松竹キネマ配給
- 悲劇になる迄　1921年　原作近藤伊与吉、脚本帰山教正、撮影船津晴雄、出演青山杉作、吾妻光、関口存男、近藤伊与吉
- 濁流　1921年　脚本帰山教正、出演葉山三千子、石山竜二
- 皇国の輝　1921年　脚本帰山教正、撮影酒井健三
- 神代の冒険　1921年　脚本帰山教正、出演葉山三千子、高橋英一、石山竜嗣、水島亮太郎

帝国キネマ興行部配給
- お信ちゃんの恋　1923年（1921年製作）　脚本帰山教正、出演吾妻光
- 別れ行く女（運命の船）　監督押山保明、原作・脚本帰山教正、撮影友成達雄、出演青山杉作、吾妻光、近藤伊与吉、安藤和真
- 愛の曲　1924年　脚本帰山教正、撮影片岡清、出演近藤伊与吉、汐見洋、夏川静江、久松三岐子、御橋公、出雲美樹子、夏川大吾
- 自然は裁く　1924年　原作桑野桃華、脚本帰山教正、撮影片岡清、出演近藤伊与吉、関根達発、久松三枝子、御橋公

## 関連事項
- 天然色活動写真 - 国際活映 - 帝国キネマ演芸
- 松竹キネマ